# Barrancos
Barrancos és un municipi portuguès, situat al districte de Beja, a la regió d'Alentejo i a la subregió del Baixo Alentejo. L'any 2004 tenia 1.825 habitants. Limita al nord i est amb Oliva de la Frontera i Valencia del Mombuey (província de Badajoz) i d'Encinasola (província de Huelva), al sud i oest amb Moura i al nord-oest amb Mourão. És un dels cinc municipis de Portugal constituïts per una única freguesia. S'hi parla el barranqueny, un dialecte del portuguès influït pel castellà popular de la Baixa Extremadura i Andalusia.

## Població
| Població del concelho de Barrancos (1801 – 2004) | Població del concelho de Barrancos (1801 – 2004) | Població del concelho de Barrancos (1801 – 2004) | Població del concelho de Barrancos (1801 – 2004) | Població del concelho de Barrancos (1801 – 2004) | Població del concelho de Barrancos (1801 – 2004) | Població del concelho de Barrancos (1801 – 2004) | Població del concelho de Barrancos (1801 – 2004) | Població del concelho de Barrancos (1801 – 2004) |
| ------------------------------------------------ | ------------------------------------------------ | ------------------------------------------------ | ------------------------------------------------ | ------------------------------------------------ | ------------------------------------------------ | ------------------------------------------------ | ------------------------------------------------ | ------------------------------------------------ |
| 1801                                             | 1849                                             | 1900                                             | 1930                                             | 1960                                             | 1981                                             | 1991                                             | 2001                                             | 2004                                             |
| 2094                                             | 2042                                             | 2659                                             | 3210                                             | 3429                                             | 2157                                             | 2052                                             | 1924                                             | 1825                                             |